# Carlo Negrini
Carlo Negrini (Piacenza, 22 giugno 1826 – Napoli, 14 marzo 1866) è stato un tenore italiano.

## Biografia
Di umili origini, il suo vero cognome era Villa, ma lo cambiò in Negrini su consiglio dell'impresario Angelo Boracchi, conosciuto a Milano, dove stava proseguendo gli studi iniziati a Parma tra il 1845 e il 1848, dopo avere cantato anche come corista.
Esordì nel 1850 al Teatro alla Scala di Milano ne I Lombardi alla prima crociata di Giuseppe Verdi (rappresentata come Gerusalemme).   Dotato di «voce prepotente e padronanza scenica» si affermò velocemente e cantò in molti teatri del Nord Italia. Più tardi fu anche a Napoli, dove Errico Petrella scrisse per lui alcuni ruoli, e a Barcellona. 
Ingaggiato presso il Théâtre Italien di Parigi, fu colpito da un colpo apoplettico poco prima di partire alla volta della capitale francese, e morì pochi mesi dopo.
Il Fétis ne ricorda la voce «superba, potente e dotata di ottimo timbro», l'abilità teatrale e le qualità di «cantante drammatico e appassionato».

## Ruoli creati
- Don Rodrigo (Cid), in Il Cid di Giovanni Pacini, Teatro alla Scala di Milano, 12 marzo 1853
- Adel-Muza, in L'ebreo di Giuseppe Apolloni, Teatro la Fenice di Venezia, 23 gennaio 1855
- Gabriele Adorno, in Simon Boccanegra di Giuseppe Verdi, Teatro la Fenice di Venezia, 12 marzo 1857
- Glauco, in Jone ovvero L'ultimo giorno di Pompei, di Errico Petrella, Teatro alla Scala di Milano, 26 gennaio 1858
- Galieno, in Morosina ovvero L'ultimo de' Falieri, di Errico Petrella, Teatro San Carlo di Napoli, 6 gennaio 1860
- Decio, in Mirinda, di Salvatore Pappalardo, Teatro San Carlo di Napoli, 6 marzo 1860
- Icilio, in Virginia, di Errico Petrella, Teatro San Carlo di Napoli, 23 luglio 1861
- Cola di Rienzi, in Rienzi, di Achille Peri, Teatro alla Scala di Milano, 26 dicembre 1862